# Орден «Звезда Карабобо»
Орден «Звезда Карабобо» (исп. Orden Estrella de Carabobo) — военный орден Венесуэлы.
Назван в память о битве при Карабобо (24 июня 1821 года), ставшей решающей схваткой в войне за независимость Венесуэлы от Испании, в результате которой победила освободительная армия добровольцев под предводительством Симона Боливара.

## Порядок награждения
Награждаются:
- военнослужащие Сухопутных войск Венесуэлы,
- военнослужащие других видов Вооружённых Сил Венесуэлы,
- гражданские лица.

Награждение производится за выдающийся заслуги перед Сухопутными войсками Венесуэлы.
Орден имеет 1 степень.

## Российские кавалеры
В июле 2006 года орденом награждён генерал-лейтенант Михаил Тимофеевич Калашников. 